# Квестория
Квестория — это один из видов салонной детективной игры. Вариация живого квеста, имеющая особенности: ограничения во времени, наличие продуманного сюжета, подробное описание персонажа для каждого игрока, четко поставленные общие и индивидуальные цели. 
Участников квестории помещают в ситуацию, в которой перед ними стоит общая цель — поиски убийцы, борьба за сокровища, раскрытие тайны, спасение от бедствия. Каждый из участников получает индивидуальную роль и свои индивидуальные цели, иногда даже идущие вразрез с общей — например, вернуть возлюбленного или узнать о предательстве, восстановить справедливость или, наоборот, замести следы преступления.
Наличие нескольких целей обеспечивает разноплановость игры. Игрок сам может определять, какая цель для него первоочередная.
Суть игры — выполнить как можно больше целей.
Для этого игрокам необходимо общаться между собой, анализировать информацию о других персонажах, известную им из их роли, получать дополнительную информацию, искать улики, думать над мотивами, вступать в союзы, блефовать, интриговать и убеждать.
Исход игры обычно полностью зависит от действий игроков.

## История
Подобные, популярные в США и Европе детективные игры называются Murder mystery games. В России этот жанр игр начал активно развиваться в 2010 году, благодаря компании “Квестория”, запустившей разработку и производство сценариев для квесторий. Осенью 2009 года в Петербурге была проведена первая игра «Приют для убийцы». Уже весной следующего года в квестории играли в Москве, затем клубы появились в Новосибирске, Омске, Киеве, Алматы. Сейчас в квестории играют уже в 67 городах России, Украины, Беларуси, Казахстана, Узбекистана, Кыргызстана, Израиля.

## Описание игры
Формы проведения игры разнообразны: это и домашние игры, устраиваемые, обычно, на праздники, и открытые игры в кафе, предполагающие открытый набор игроков, например, на сайтах живых квестов в интернете, социальных сетях, ВУЗах, и игры, построенные в форме тренингов для корпоративов. 
Каждый игрок получает важную и связанную с другими персонажами роль, описание способностей своего персонажа  и игровые предметы.  Взаимодействие в игре происходит на всей выбранной территории. Игроки как собираются вместе за одним столом, чтобы обсудить общую проблему, так и уединяются по двое-трое, чтобы заключить тайный союз, сговориться или решить некоторые проблемы, скрываемые от других игроков.
Это отличает живые квесты от интерактивного театра , популярного на западе, где весь детектив разыгрывается актёрами, у игроков нет индивидуальных ролей, и они только пытаются определить, кто же виноват.
Обычно квестории длятся 2-3 часа. В одной игре участвуют 10-20 человек, иногда немного больше. Есть и другой формат, мини-квестории, которые  длятся 1 час, рассчитаны на небольшое (до 12 человек) количество участников  и созданы по принципу  детектива закрытого типа. Сюжет строится на расследовании преступления, которое могло быть совершено только кем-то из присутствующих. Общение с глазу на глаз в мини-квесториях невозможно, участники все вместе расследуют преступление, параллельно выполняя свои личные цели.
Игры бывают немасштабируемыми — это значит, что для игры необходим точный состав игроков. Например, строго 15 человек, из них 10 мужчин и 5 женщин.
В масштабируемую игру можно играть любым допустимым в игре количеством игроков без ущерба для качества.
Возрастные ограничения для квесторий - 6+.

## Ведущий
Контролирует ход игры, объясняет правила и поддерживает игроков. Может наблюдать за действием со стороны,  и (или)  исполнять вспомогательную техническую роль. Через ведущего осуществляется и тайное взаимодействие персонажей, если оно предусмотрено игрой, например, использование скрытых возможностей.

## Психологическая и социальная составляющая игры
Квестории построены на коммуникационном взаимодействии между игроками. Не общаясь с другими игроками, невозможно достичь индивидуальных целей, и это стимулирует общение и служит хорошим способом познакомить совершенно незнакомую компанию. Кроме того, поскольку цели персонажей часто являются противоположными, в квесториях есть элемент соревновательности. Благодаря тому, что в игре совершенствуются навыки общения (поиск компромиссов и креативных совместных решений), квестории стали популярным форматом тимбилдингов.
Также квестории способствуют развитию аналитических способностей: как правило, в сюжете есть детективный элемент, требующий умения работы с информацией и её анализа.